# Двулепестник альпийский
Двулепе́стник альпи́йский, цирцея альпийская (лат. Circaéa alpína) — небольшое многолетнее травянистое растение, вид рода Двулепестник (Circaea) семейства Кипрейные (Onagraceae).

## Ботаническое описание
Небольшое многолетнее травянистое растение с длинным тонким корневищем, оканчивающимся продолговатыми клубеньками. Стебель прямостоячий, простой или разветвлённый, обычно голый, реже покрытый волосками, высотой до 25 см. Листья супротивные, на длинных плоских крылатых черешках, яйцевидные, с сердцевидным основанием и заострённой верхушкой, по краю редкозубчатые, 1,5—4,5 см длиной и 1—3 см шириной.

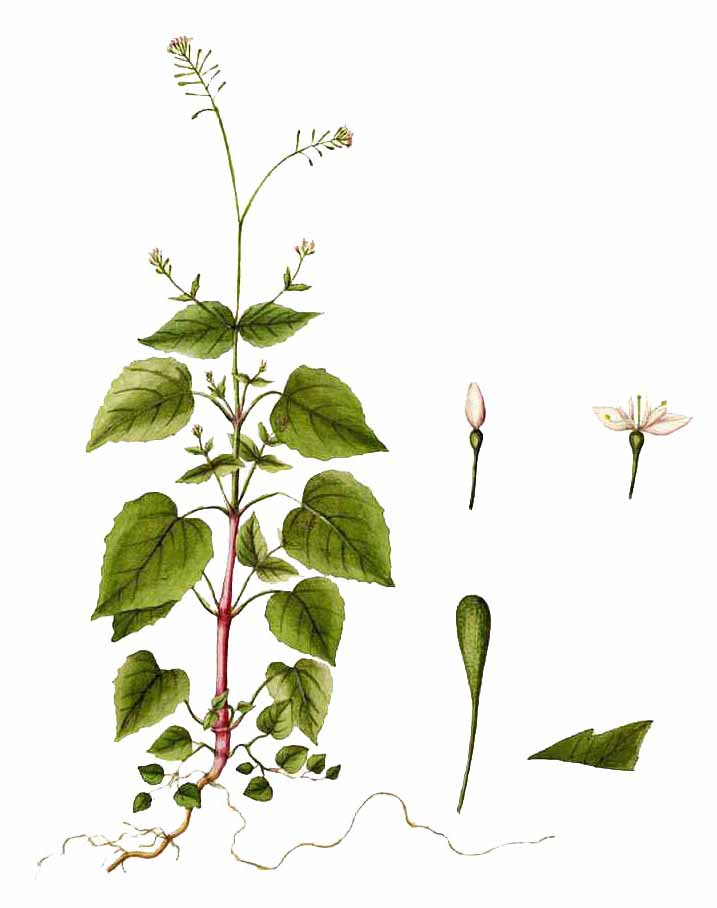
Ботаническая иллюстрация из книги «Flora Danica»

Цветки в верхушечных и пазушных, иногда разветвлённых кистях, в основании цветоножки с коротким шиловидным прицветником. Чашечка с короткой цилиндрической трубкой и четырьмя вогнутыми тупоконечными чашелистиками. Венчик из двух лепестков, немного короче чашечки; лепестки глубоко двулопастные, с клиновидным основанием. Тычинки в числе двух. Завязь грушевидная, одногнёздная. Рыльце пестика головчатое.
Плоды — грушевидные орешки с многочисленными крючковидными волосками.

## Распространение и экология
Широко распространённый в Европе, Северной Азии и Северной Америке вид. В России — в основном в темнохвойных и смешанных влажных лесах, в ольшаниках, на скалах.

## Классификация

### Таксономическое положение
- Circaea alpina L., 1753, Sp. Pl. : 9

В районах совместного произрастания с двулепестником парижским образует в основном бессемянные, однако сохраняющиеся гибриды — двулепестник средний (Circaea ×intermedia Ehrh., 1788).
Вид Двулепестник альпийский входит в род Двулепестник (Circaea) семейства Кипрейные (Onagraceae) порядка Миртоцветные (Myrtales) последовательно входящий в клады Мальвиды → Розиды → Суперрозиды → Эвдикоты → Цветковые растения. Таксономическая схема в соответствии с Системой APG IV по состоянию на декабрь 2023 года:
|  |                          |  |                                   |                                   |                     |  | еще 8 семейств | еще 8 семейств |                         |  |                          |  | еще 14 подтвержденных видов и 6 таксонов в статусе "неподтвержденных" | еще 14 подтвержденных видов и 6 таксонов в статусе "неподтвержденных" |  |
|  |                          |  |                                   |                                   |                     |  | еще 8 семейств | еще 8 семейств |                         |  |                          |  | еще 14 подтвержденных видов и 6 таксонов в статусе "неподтвержденных" | еще 14 подтвержденных видов и 6 таксонов в статусе "неподтвержденных" |  |
|  |                          |  |                                   | порядок Миртоцветные              |                     |  |                |                | род Двулепестник        |  |                          |  |                                                                       |                                                                       |  |
|  |                          |  |                                   | порядок Миртоцветные              |                     |  |                |                | род Двулепестник        |  | 5 внутривидовых таксонов |  |                                                                       |                                                                       |  |
|  | клада Цветковые растения |  |                                   |                                   | семейство Кипрейные |  |                |                | Двулепестник альпийский |  |                          |  |                                                                       |                                                                       |  |
|  | клада Цветковые растения |  |                                   |                                   |                     |  |                |                |                         |  |                          |  |                                                                       |                                                                       |  |
|  |                          |  | ещё 63 порядка цветковых растений | ещё 63 порядка цветковых растений |                     |  |                | еще 21 род     | еще 21 род              |  |                          |  |                                                                       |                                                                       |  |
|  |                          |  |                                   | ещё 63 порядка цветковых растений |                     |  |                |                | еще 21 род              |  |                          |  |                                                                       |                                                                       |  |

### Внутривидовые таксоны
- Circaea alpina subsp. angustifolia (Hand.-Mazz.) Boufford
- Circaea alpina subsp. caulescens (Kom.) Tatew.
- Circaea alpina subsp. imaicola (Asch. & Magnus) Kitam.
- Circaea alpina subsp. micrantha (A.K.Skvortsov) Boufford
- Circaea alpina subsp. pacifica (Asch. & Magnus) P.H.Raven

### Синонимы
- Carlostephania minor Bubani
- Circaea alpestris Schur
- Circaea alpina f. composita Lasch
- Circaea alpina f. ramosa Lasch
- Circaea alpina f. simplicissima Lasch
- Circaea alpina var. aleutica Nieuwl.
- Circaea alpina var. alpina
- Circaea alpina var. fertilis Döll
- Circaea alpina var. minor Schrad.
- Circaea alpina var. rosulata H.Hara
- Circaea caulescens f. ramosissima H.Hara
- Circaea caulescens var. glabra H.Hara
- Circaea caulescens var. rosulata H.Hara
- Circaea cordifolia Stokes
- Circaea decumbens Gilib.
- Circaea lutetiana subsp. alpina (L.) H.Lév.
- Circaea lutetiana var. alpestris Schur
- Circaea lutetiana var. alpina (L.) Torr.
- Circaea lutetiana var. alpina (L.) H.Lév.
- Circaea minima Mill.
- Circaea pacifica f. dentata H.Lév.
- Ocimastrum minimum Rupr.
- Regmus alpinus Dulac